# Cratere Hansteen

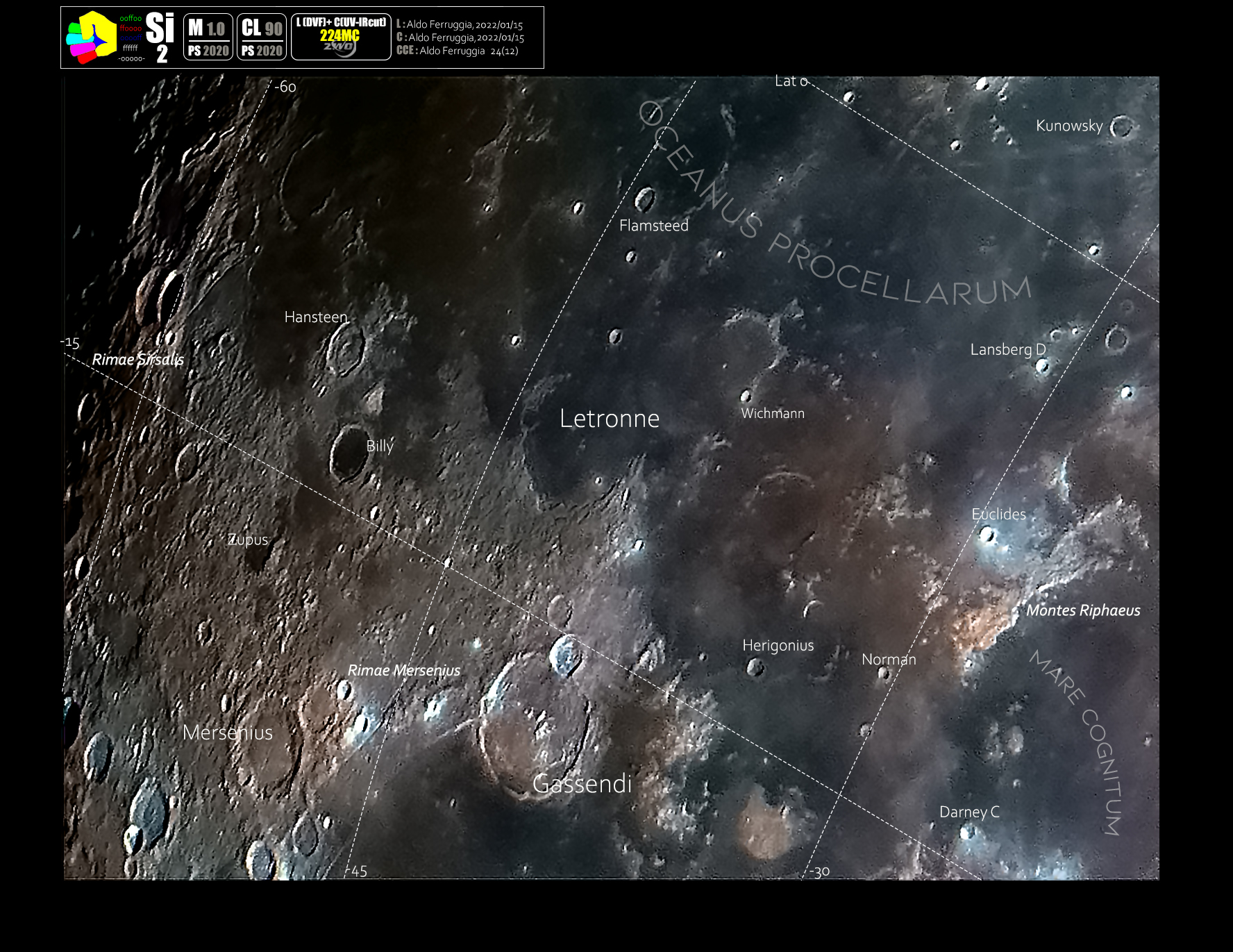
Il cratere in un'Immagine Selenocrocatica (Si)

Hansteen è un cratere lunare di 44,99 km situato nella parte sud-occidentale della faccia visibile della Luna.
Il cratere è dedicato all'astronomo norvegese Christopher Hansteen.

## Crateri correlati
Alcuni crateri minori situati in prossimità di Hansteen sono convenzionalmente identificati, sulle mappe lunari, attraverso una lettera associata al nome.
| Hansteen | Coordinate            | Diametro (in km) |
| -------- | --------------------- | ---------------- |
| A        | 12°45′36″S 52°15′36″W | 6,54             |
| B        | 12°43′48″S 52°40′48″W | 5,38             |
| E        | 10°37′12″S 50°36′00″W | 28,28            |
| K        | 13°54′00″S 53°24′36″W | 3,34             |
| L        | 13°33′S 53°09′W       | 3,11             |